# Cayo Hueso
Cayo Hueso (em inglês: Key West) é uma ilha da Flórida, nos Estados Unidos, situada no Estreito da Flórida e famosa por ser a última das Florida Keys habitada e acessível por estrada.
Cayo Hueso encontra-se administrativamente ocupada pela cidade de Key West, Condado de Monroe, Flórida. A cidade ocupa também parte das ilhas próximas.
A ilha tem cerca de 6,4 km de comprimento e 3,2 km de largura. Tem 13,8 km² de área.
O escritor Ernest Hemingway residiu na ilha entre 1931 e 1939.